# Unternehmensarchitektur
Die Unternehmensarchitektur (Enterprise Architecture) im Rahmen der Informationstechnik (IT) beschreibt das Zusammenspiel von Elementen der Informationstechnologie und der geschäftlichen Tätigkeit im Unternehmen. Sie unterscheidet sich von Begriffen wie Informationsarchitektur oder Softwarearchitektur durch den ganzheitlichen Blick auf die Rolle der Informationstechnologie im Unternehmen. Oft geht damit auch ein höherer Abstraktionsgrad einher. Die Unternehmensstrategie oder IT-Strategie ist dabei vorgegeben und wird in der Unternehmensarchitekturinitiative detailliert. Eine Unternehmensarchitekturinitiative geht immer von der obersten Managementebene aus.
Teilweise werden unter der Unternehmensarchitektur nur die Schlüsselprozesse und deren IT-Bedürfnisse verstanden. In diesem Fall wird diese von der Unternehmensführung ohne Einbindung der IT erstellt.
In diesem Fall ist die Entwicklung der Strategie und der IT-Strategie Bestandteil der Unternehmensarchitekturentwicklung.
Entgegen ihrer Bezeichnung sind Unternehmensarchitekturen nicht auf Unternehmen beschränkt, sondern werden auch von Regierungen und dem Militär genutzt.
In den letzten Jahren hat sich der Begriff weiterentwickelt und wird im Zusammenhang mit komplexer werdenden Unternehmensumfeldern auch für die Konstruktion bzw. das Designen von formellen und informellen Unternehmensstrukturen verwendet. Die gezielte Kombination unterschiedlicher Beratungsfelder wie beispielsweise Veränderungsmanagement, Diagnostik, Unternehmenskulturentwicklung und Personalentwicklung unterstützen die Etablierung dieser Strukturen und fördern den nachhaltigen Unternehmensaufbau.

## Geschichte
Als Ursprung der Unternehmensarchitekturen und Vorbild für viele Unternehmensarchitekturen gilt das Zachman Framework. Es wurde 1987 von John Zachman veröffentlicht.
Die Weiterentwicklung der Unternehmensarchitektur wurde in den folgenden Jahren vor allem durch Militär und Regierung der Vereinigten Staaten vorangetrieben:
- Auf Basis der Überlegungen von Zachman entwickelte das US-Verteidigungsministerium eine Unternehmensarchitektur, die 1994 unter der Bezeichnung Technical Architecture Framework for Information Management (TAFIM) vorgestellt wurde.
- 1996 verabschiedete der US-Kongress den Clinger-Cohen-Act, der alle US-Regierungsbehörden verpflichtet, die Effektivität ihrer IT-Investitionen zu erhöhen. Dies führte 1999 zur Veröffentlichung des Federal Enterprise Architecture Frameworks (FEAF), das seit 2002 zur Federal Enterprise Architecture weiterentwickelt wird.
- Aus TAFIM entwickelte die Open Group The Open Group Architecture Framework (TOGAF), das seit April 2022 in der Version 10 vorliegt[3].

## Definition
Bislang besteht keine allgemein anerkannte Definition des Begriffs Unternehmensarchitektur. Dennoch lassen sich aus den Gemeinsamkeiten der Definitionen Eigenschaften einer Unternehmensarchitektur ableiten. Ein Ansatz hierzu ist der ISO-Standard ISO/IEC/IEEE 42010, der allgemeine Anforderungen an die Unternehmensarchitektur definiert. In diesem Standard wird Architektur als Beschreibung (Modell) der grundsätzlichen Struktur der Teile eines Systems sowie der Zusammenhänge zwischen den einzelnen Elementen verstanden. Auf dieser Grundlage wird zwischen zwei Typen der Unternehmensarchitektur unterschieden:
- Typ-1-Architekturen befassen sich mit der Beschreibung der Unternehmensarchitektur zu einem bestimmten Zeitpunkt (Momentaufnahme).
- Typ-2-Architekturen legen den Schwerpunkt auf den Prozess zur Weiterentwicklung der Unternehmensarchitektur.

### Struktur zur Beschreibung der Unternehmensarchitektur
Die Unternehmensarchitektur befasst sich mit der geschäftlichen Tätigkeit des Unternehmens und der Unterstützung dieser Tätigkeiten durch die Informationstechnologie (IT). Hierbei werden oftmals die folgenden Architekturbereiche betrachtet:
GeschäftsarchitekturDie Geschäftsarchitektur betrachtet die Geschäftsprozesse und die Geschäftsobjekte des Unternehmens. Die Geschäftsprozessarchitektur ist das Ergebnis der Geschäftsprozessmodellierung.
Informations- und DatenarchitekturIn der Informations- und Datenarchitektur werden die Daten mit ihren Beziehungen, die für die Durchführung der Geschäftsprozesse benötigt werden, identifiziert und beschrieben. Dies erfolgt in einem Modell und einer Darstellungsform, die stabil, vollständig, konsistent und für alle Beteiligten verständlich ist (vgl. Datenmodell). Die Informationsarchitektur repräsentiert Informationen, Informationsgruppen und deren Informationsbedürfnisse. Unter Informationsgruppen sind verschiedene Rollen zusammengefasst, die den gleichen Informationsbedarf haben (z. B. Controller).
AnwendungsarchitekturInnerhalb der Anwendungsarchitektur werden die Anwendungen verwaltet, die für die Ausführung der Geschäftsprozesse erforderlich sind. Neben der Bestandsführung aller Anwendungen werden auch die Beziehungen und Schnittstellen zwischen den Anwendungen im Rahmen der Anwendungsarchitektur betrachtet. Die Anwendungen werden anhand ihrer fachlichen Funktionalität und der durch sie verarbeiteten Informationen kategorisiert. Diese Kategorien sind relativ stabil. Die konkreten Anwendungen, die innerhalb der Kategorien zum Einsatz kommen, werden häufiger ersetzt. Dieser Wandel ergibt sich aus der technischen Weiterentwicklung und veränderten Anforderungen. Anwendungsarchitektur wird im deutschen Sprachraum auch mit Softwarearchitektur gleichgesetzt.
TechnologiearchitekturDie Technologiearchitektur beschreibt die Architekturelemente für Aufbau und Betrieb der IT-Infrastruktur. Sie definiert die Basis, auf der Anwendungen beschafft, integriert und betrieben werden können.
Diese Basisarchitekturen können, je nach Sichtweise, um weitere Architekturen ergänzt werden. TOGAF ergänzt beispielsweise die Sicherheitsarchitektur (Beschreibung der Sicherheitsprozesse, Sicherheitssysteme und die Aufgaben der beteiligten Organisationseinheiten mit der die für die Organisation geeignete Informationssicherheit erreicht wird) und die Betriebsarchitektur (Betrieb und Verwaltung der Software, Hardware und Kommunikationsinfrastruktur).

### Prozess zur Weiterentwicklung
Die Struktur kann zur Darstellung des aktuellen (Ist-Architektur) oder eines angestrebten zukünftigen Zustandes (Soll-Architektur) der Unternehmensarchitektur genutzt werden.
Die Weiterentwicklung der Unternehmensarchitektur, aus dem IST zum SOLL, ist ein Kreislauf. Sie weist eine Verwandtschaft zum ISO-9000-Qualitätsprozess auf. Als erster Schritt wird die Soll-Architektur aus Geschäfts- und IT-Strategie abgeleitet. Nächster Schritt ist die Planung, Konzeption und Umsetzung von Projekten für die Transformation der Ist-Architektur. Anschließend werden die Ergebnisse kontrolliert. Sobald sich die Geschäfts- oder die IT-Strategie verändert, ist ein erneuter Durchlauf des Kreislaufes zur Aktualisierung der Unternehmensarchitektur erforderlich.
Für die weitere Detaillierung können die Ansätze der einzelnen Enterprise Architecture Frameworks genutzt werden (vgl. Architecture-Development-Methode (ADM) aus dem TOGAF).

## Ergebnisse
Zu den Ergebnissen der Unternehmensarchitektur zählen:
- Darstellung der Unternehmensarchitektur in geeigneten Modellen als ein Teil einer ganzheitlichen Unternehmensabbildung.
- Dokumentation von Prinzipien der Unternehmensarchitektur. Es handelt sich hier um Prinzipien auf höchster Ebene, welche die Grundzüge der Architektur bestimmen. Es sollten so wenig Prinzipien wie notwendig verwendet werden, da sonst die Architekturentwicklung behindert bzw. unmöglich wird. Die Architekturprinzipien beschäftigen sich nicht mit konkreten Technologien oder Anwendungen.
- Einheitliches Vokabular für die Benennung der Bestandteile der Unternehmensarchitektur.

## Ziele
Eine Unternehmensarchitektur soll die Ausrichtung der Unternehmens-IT an den Geschäftszielen sicherstellen. Sie stellt die einzelnen Architekturen und deren Zusammenhänge dar, um die Komplexität beherrschbar zu machen. Dadurch soll die Unternehmens-IT beweglicher werden. Außerdem sollen IT-Investitionen besser bewertet und unnötige Investitionen vermieden werden können. Ferner kann die Unternehmensarchitektur zur Aus- und Weiterbildung von Mitarbeitern dienen. Insbesondere bei Fusionen und Übernahmen – aber auch bei der Aufteilung eines Unternehmens in mehrere Unternehmen – können Unternehmensarchitekturen wertvolle Dienste leisten und Zeit und Geld sparen.
Ein weiteres Ziel der Unternehmensarchitektur besteht in der Standardisierung der Komponenten in IT-Systemlandschaften. Dadurch kann eine erhöhte Kompatibilität der Komponenten zueinander und eine reduzierte Time To Market für neue oder angepasste Services und Lösungen geschaffen werden. Im Ergebnis können umfassende Unternehmenstransformationen schneller erreicht werden. Weitere Ziele bestehen in einem besseren Erkennen von Abhängigkeiten und dem Reduzieren von Redundanzen einzelner Komponenten und Bausteine. Da die Unternehmensarchitektur auch indirekte Zusammenhänge und die Analyse möglicher Auswirkungen von Entscheidungsalternativen ermöglicht, wird die Entscheidungsfindung verbessert.
Der Unternehmensarchitekturprozess soll Wert schöpfen für alle Beteiligten, was von vielen Methoden leider nicht berücksichtigt wird. Kluge, Dietzsch und Rosemann liefern einen Ansatz, wie diese Wertrealisierung gemessen werden kann.

## Hilfsmittel

### Enterprise Architecture Frameworks (EAF)
Enterprise Architecture Frameworks unterstützen die Unternehmensarchitektur. Sie stellen eine Grundlage dar, aus der sich eine konkrete Unternehmensarchitektur ableiten lässt. Je nach Framework liegt der Schwerpunkt auf der Strukturierung (durch Beschreibung eines Architektur-Referenzmodells) oder Entwicklung (durch Anführung eines Vorgehens-Referenzmodells) der Unternehmensarchitektur. Diese eigenständigen EAF werden durch sogenannte Add-On Frameworks in ihrer Anwendung ergänzt. Zu den Add-On Frameworks zählt bspw. das Department of Defense Joint Technical Architecture (DoD JTA), welches Standards, Schnittstellen und Dienste liefert, die den Informationsfluss bei Implementierungen vereinfachen sollen. Das OMB Enterprise Architecture Assessment Framework (EAAF) unterstützt bei der Bemessung und Bewertung einer Enterprise Architecture Bestrebung. Mit Hilfe des Enterprise Architecture Management Maturity Framework (EAMMF) kann der Enterprise Architecture Entwicklungsfortschritt eingeordnet und begleitet werden.
Insgesamt existieren über fünfzig Enterprise Architecture Frameworks.
Programmier-Frameworks sind keine Enterprise Architecture Frameworks. Programmier-Frameworks unterstützen bei der Programmierung und können die Architektur einer Anwendung bestimmen – nicht jedoch eine Unternehmensarchitektur.
Über den Einsatz von Enterprise Architecture Frameworks gibt es wenig gesicherte Informationen. Laut einer Umfrage des Institute For Enterprise Architecture Developments aus dem Jahr 2005 werden die folgenden Frameworks in relevantem Umfang in der Praxis genutzt:
- Zachman Framework: Das Zachman Framework wurde 1987 von John Zachman veröffentlicht. Es gilt als eines der bekanntesten Frameworks und beeinflusste das heutige Verständnis der Unternehmensarchitekturen sowie viele später entwickelte Enterprise Architecture Frameworks.
- The Open Group Architecture Framework (TOGAF): TOGAF ist ein von der Open Group entwickeltes Framework. Im Wesentlichen bietet es eine Methodik zur Entwicklung einer Unternehmensarchitektur. 1995 wurde eine erste Version veröffentlicht, die aktuelle Version ist 10.
- US Federal Enterprise Architecture Framework (FEAF): Das FEAF ist ein Framework, das für die US-Regierung entwickelt wurde. Es wurde 1999 in der Version 1.1 veröffentlicht. Es definiert eine Struktur für die Unternehmensarchitektur von US-Behörden vor und ermöglicht damit die Entwicklung einheitlicher Prozesse. Dies soll den Austausch von Informationen innerhalb der Behörden vereinfachen.
- Extended Enterprise Architecture Framework (E2AF): E2AF wurde in einer ersten Version 2003 veröffentlicht. Es basiert auf bestehenden Frameworks wie FEAF und TOGAF sowie aus praktischen Erfahrungen aus der Anwendung von Enterprise Architecture Frameworks.
- Department of Defense Architecture Framework (DoDAF): Version 1.5 des DoDAF datiert aus dem Jahr 2007. Es wird u. a. für die Unternehmensarchitekturen im militärischen Bereich der USA eingesetzt. Es eignet sich besonders für große Systeme mit komplexen Integrations- und Kommunikationsaufgaben. Daher kommt DoDAF auch außerhalb des militärischen Bereichs bei großen Behörden und Unternehmen zum Einsatz.
- NATO Architecture Framework (NAF): Das NATO Architecture Framework Version 4 (NAF v4) ist das aktuelle Architekturrahmenwerk der NATO. Es behebt Schwächen der Vorgängerversion (NAF v3) und basiert auf internationalen Standards, um die Interoperabilität, Vergleichbarkt und Wiederverwendbarkeit von Architekturartefakten innerhalb der NATO zu fördern.[12] Die Vorgängerversion NAF v3 betrachtet die NATO als Unternehmen und folgt damit dem ganzheitlichen Ansatz der Unternehmens-Architektur. Die vorherige Version, NATO C3 System Architecture Framework v2 (NAF v2) betrachtet lediglich sogenannte C3-Systeme. Das NAF v3 ist wie das NAF v2 eine Umsetzung der NATO Interoperability Directive (NID). Jede Architektur gemäß NAF v3 sollte einem in der NID definierten Architekturtyp entsprechen. Das NATO C3 Systems Architecture Framework ist auf Grundlage des DoDAF und vergleichbarer Rahmenwerke anderer Mitgliedsstaaten der NATO entwickelt worden.

### Werkzeuge
Neben den Enterprise Architecture Frameworks unterstützen Enterprise Architecture Tools ebenfalls bei der Unternehmensarchitektur. Mit ihrer Hilfe lassen sich die unterschiedlichen Modelle der Unternehmensarchitektur erstellen und verwalten. Darüber hinaus ermöglichen sie die Koordination der Projekte, welche die Unternehmensarchitektur weiterentwickeln. Die ersten Enterprise Architecture Tools entstanden in den 1980er Jahren als Kombination aus Datenmodellierungs- und Prozessmodellierungswerkzeugen. Im Laufe der Zeit wurden weitere Sichten ergänzt.
Laut einer Studie von Forrester Research aus dem Jahr 2019 werden die folgenden Werkzeuge als führend eingestuft:
ABACUS (Avolution) , Alfabet (Software AG), ADOIT (BOC Group), iServer (Orbus Software), HOPEX (MEGA International) und BiZZdesign Enterprise Studio (BiZZdesign).
Als Open-Source-Lösung steht zum Beispiel das Tool Archi zur Verfügung.
Die meisten dieser Werkzeuge unterstützen auch die Modellierungssprache ArchiMate, die als Standard von der Open Group betreut wird und speziell für die Modellierung von Unternehmensarchitekturen entworfen wurde.
Neben solchen Speziallösungen werden auch Werkzeuge für die Unternehmensarchitektur genutzt, die eigentlich eine andere Ausrichtung haben: Zeichenprogramme wie Microsoft Visio, UML-Werkzeuge oder Kollaborationssoftware wie Wikis.

## Governance und Unternehmensarchitektur
Die für das individuelle Unternehmen entwickelte Unternehmensarchitektur kann als Kommunikationsgrundlage für die verschiedenen Formen von Governance in der Unternehmung dienen, wie z. B. BPM Governance, Corporate Governance, Data Governance, IT-Governance oder SOA-Governance. Diese verschiedenen Formen von Governance definieren auch die Rollen/Verantwortlichkeiten/Entscheidungen im Rahmen der Unternehmensarchitektur.

## Problematik
Eine Unternehmensarchitektur muss, wenn sie erfolgreich sein soll, immer vom Top-Management initiiert werden. Gleichzeitig ist aber auch ein reiner Top-Down-Ansatz problematisch, da die Unterstützung aus der gesamten Organisation genauso erfolgsentscheidend ist. Die Etablierung einer Unternehmensarchitektur sollte also auf eine Kombination aus Top-Down- und Bottom-Up-Ansatz setzen. Die Unternehmensarchitektur wird in einem langen Prozess (häufig 6–18 Monate, unternehmensabhängig auch länger) erstellt und führt kurzfristig nicht zu höherem Gewinn, sondern zu zusätzlichem Aufwand. Voraussetzung für eine Unternehmensarchitektur ist ein Team, das in Vollzeit die Unternehmensarchitektur entwickelt. Dieses Team muss durch Mitarbeit der übrigen Bereiche unterstützt werden. Es ist unrealistisch, eine vollständige Unternehmensarchitektur zu erstellen. Dies würde Jahre bzw. Jahrzehnte benötigen. Deshalb soll die Unternehmensarchitektur nur die relevanten Bereiche des Unternehmens in einer geeigneten Granularität darstellen.
Mit dem Aufkommen von leichtgewichtigen und agilen Prozessen in der IT wird das Unternehmensarchitektur-Management manchmal als hinderlich betrachtet, vor allem wenn es mit sehr viel Bürokratie und ohne Rücksicht auf das unbedingt Notwendige betrieben wird. Daher besteht die Herausforderung, pragmatische Architekturarbeit zu leisten.